# Antonija Pyrwanowa
Antonija Pyrwanowa, bułg. Антония Първанова (ur. 26 kwietnia 1962 w Dobriczu) – bułgarska lekarka i polityk, posłanka do Zgromadzenia Narodowego (2001–2009) i Parlamentu Europejskiego VII kadencji.

## Życiorys
W 1989 ukończyła studia w Akademii Medycznej w Warnie. W 1997 uzyskała magisterium z zakresu zarządzania służbą zdrowia na tej samej uczelni, a w 1998 magisterium na Uniwersytecie w Maastricht. W 2006 uzyskała natomiast magisterium z polityki zdrowotnej na Akademii Medycznej w Sofii.
Od 1989 do 1997 pracowała w szpitalu rejonowym w Dobriczu. Po opuszczeniu kraju zatrudniona jako pracownik naukowy University College London (do 2001), była też dyrektorem w European Public Health and Environment Network. W 2001 została wybrana na posłankę do 39. Zgromadzenia Narodowego, gdzie zasiadała w komisjach zdrowia, spraw zagranicznych, obrony i bezpieczeństwa oraz komisji ds. integracji europejskiej. W wyborach w 2005 uzyskała reelekcję z listy Ruchu Narodowego Symeon II.
W 2009 została wybrana do Parlamentu Europejskiego z listy Narodowego Ruchu na rzecz Stabilności i Postępu, gdzie zasiadła w Komisjach Praw Kobiet i Równouprawnienia oraz Ochrony Środowiska Naturalnego, Zdrowia Publicznego i Bezpieczeństwa Żywności. W 2013 została przewodniczącą Narodowego Ruchu na rzecz Stabilności i Postępu, pełniła tę funkcję do 2015.